# (15506) Preygel
(15506) Preygel est un astéroïde de la ceinture principale.

## Description
(15506) Preygel est un astéroïde de la ceinture principale. Il fut découvert le 9 septembre 1999 à Socorro (Nouveau-Mexique) par le projet LINEAR. Il présente une orbite caractérisée par un demi-grand axe de 2,37 UA, une excentricité de 0,06 et une inclinaison de 4,8° par rapport à l'écliptique.

## Compléments